# فرودگاه میدل بس آیلند
فرودگاه میدل بس آیلند (به انگلیسی: Middle Bass Island Airport) یک فرودگاه همگانی بهره‌برداری هوایی است که یک باند فرود آسفالت دارد و طول باند آن ۵۶۴ متر است. این فرودگاه در کشور ایالات متحده آمریکا قرار دارد و در ارتفاع ۱۷۷ متری از سطح دریا واقع شده‌است.